# Найдавніша історія Північного Приазов'я
Найдавніша історія Північного Приазов'я
Територія Північного Приазов'я (сучасна південно-західна частина Ростовської області Російської Федерації, південні частини Донецької і Запорізької областей України) була заселена людиною ще з найдавніших часів.

## Палеоліт
У Приазов'ї були знайдені стоянки людей кам'яної доби (пізній палеоліт, 40-10 Кілороків тому):
- Муралівка (на березі Міуського лиману, 19 кілороків тому) — були знайдені знаряддя з кременю і кістки,
- Амвросіївська стоянка (на річці Кринка, 18-19 кілороків тому), що використовується в давнину для полювання і забою бізонів («базовий табір»),
- Кам'яна Балка 2 (на захід від гирла річки Дон, 15,6-16 кілороків тому), заселення якої пов'язане з тимчасовим поліпшенням клімату у Північному Приазов'ї,
- Кам'яна Балка 1 (поруч з попередньою, 14,5 кілороків тому) існувало в холодний, але вологий період з великою кількістю лісу,
- Федорівка (на річці Каратиш, 13-15 кілороків тому) схоже на 2 попередні стоянки (заселялося двічі), використовувалося як тимчасове поселення,
- Янісоль (у села Малоянисоль на річці Кальчик, 13-14 кілоаоків тому) — виявлені всілякі знаряддя для неспеціалізованого полювання,
- Калка (на березі Старокримського водосховища) — 68 кремінних знарядь (в тому числі 14 — мікропластинки для складових знарядь).

## Мезоліт
Пам'ятники мезоліту Приазов'я представлені стоянками так званої Зимовникової групи:
- Зимовники 1,
- Пищевик 1,
- Орловське (обидві на річці Кальміус),
- Ольгинка (на річці Суха Волноваха) характеризують укрупнення поселень, етнічну строкатість, інтенсивність полювання (тур, тарпан, благородний олень, кабан тощо).

## Неоліт
У VI тисячолітті до Р. Х. у Приазов'ї під впливом Малої і Передньої Азії склався свій центр ранніх (Сурських, 5700 — 4350 років до Р. Х.) неолітичних культур (нова кам'яна доба). Тваринництво тут розвивалося по моделі Східної Європи (переважання корів і овець), розвивалася кераміка, глинобитні житла, обробляли ячмінь, просо, карликову пшеницю. Сурські громади розселилися у Подніпров'ї, Приазов'ї (в тому числі в пониззі річки Молочної: поселення Семенівка 1 і Кам'яна Могила 1, відомий грот «Чуринг» і печера «Колдун»), проте на самій території Маріуполя ранніх неолітичних поселень немає.
Археологічні розкопки унікального Маріупольського могильника (могильник виявлений в 1930 році при будівництві заводу «Азовсталь») на території лівого берега Кальміусу виявили пізньопалеолітичне родоплемінне поховання (5500-5200 років до Р. Х.) нижньодонської культури. Там було знайдено 122 поховання людей, кераміка, похоронний інвентар (раковини молюсків, пластини і скребки з кремнію, намиста, в тому числі у вигляді півмісяця, імовірно грали роль грошей, похоронні савани, охра — символ крові і вогню, якою обсипали трупи померлих і інші предмети). На керамічному посуді вчені побачили орнаментальний малюнок, який був незмінний у всіх похованнях від Дніпра до Дону. У людей, похованих в Маріупольському могильнику була розвинена релігійна система (існували амулети, фігурки биків-фетишів, булави, близьке розташування до річки, по якій, за багатьма віруваннями, душі мертвих відправлялися в інший світ). Серед знахідок — 2 вирізані фігурки бика — зразки реалістичного мистецтва, перламутрові намиста, нашивки для одягу з іклів кабана, пряслице (знаряддя ткацтва). Останки належали людям великої європеоїдної раси, які мали великий зріст (172—174 см), дуже довгі ноги, масивний скелет. З археологічних даних відомо, що частина населення нижньодонської культури близько 5100 року до Р. Х. під тиском посушливого клімату пішла в Західне Приазов'я і оселилася поруч з племенами Сурської культури. В результаті їх взаємодії з'явилася нова культура — азовсько-дніпровська (5100 — 4350 до Р. Х.). Крім Маріупольського могильника неолітичними стоянками в Приазов'ї є: Роздорське поселення, Самсонівське поселення, Раковинний Яр, 5 поховань на хуторі Каратаєва (Ростов-на-Дону).

## Енеоліт
Ранній етап енеоліту (бронзова доба, 5-4 кілороків тому) Північного Приазов'я пов'язаний із становленням середньостогівської (або скелянської, новоданилівської) культури (3800- 3300 роки до Р. Х.), що сформувалася на основі традицій нижньодонської і Сурської культур в межиріччі Кальміусу і Нижнього Дону. До середньостогівської культури відносять 4 поховання поблизу Маріупольського могильника (стіни могил зміцнювалися кам'яними плитами, булави з ниркоподібним навершиєм, підвіски із зубів бабака, іклів кабана, мідні намистини, браслети, пояс з перламутрових ниток, зверху могила засипали камінням). При контакті скелянської і азовсько-дніпровської культур сформувалася квітянська культура (кінець IV—I половина III тис. до Р. Х.), що поклала початок виникненню курганів («могил») в Північному Приазов'ї («утробне» положення померлого, орієнтування головою на схід, рослинна підстилка, охра як елемент поховання, наявність кромлеху — кам'яної кільцевої начерки).
До енеолітичних відносять також археологічні пам'ятники Приазов'я:
- нижньомихайлівської культури (3000 — 2600 років до Р.Х .: кургани в Кальміуському районі Маріуполя, на місці електростанції комбінату імені Ілліча) — характеризувалася створенням своєрідних культових комплексів — стел і вівтарів, похованнями з темними підлискованими глечиками з напутньою їжею,
- животиловсько-волчанської культури (середини III тис. до Р. Х .: поховання у смт. Сартана) — були присутні окрім глечиків і свого роду гральні фішки у вигляді кісток колінних чашечок, астрагалів і метаподієв овець,
- ямної культури(пізній енеоліт, середина III тис. до Р. Х.: численні кургани в районі Волонтеровки і Новоселівки, у сіл Кременівка, Огороднє, Чермалик тощо) — орієнтація померлого на схід Сонця і Місяця, наявність горизонтальних майданчиків під оберком кургану для похоронних ритуалів. Саме цій культурі належить близько 80 % всіх курганів Північного Причорномор'я. В курганах «Кам'яних могил» та й в самому місті (курган в Маріуполі на розі проспекту Будівельників і вулиці Урицького, в народі — «Зелена гірка», на старовинних картах - «Дід») були знайдені сліди племен епохи міді-бронзи.

В 1993 році при будівництві водогону, що проходив по околиці кургану «Зелена гірка», були знайдені кістки, виявлені три поховання, що відносяться до бронзової доби, не виключено, що в кургані перебувають і поховання скіфо-сарматського періоду. Окремі кургани мають об'єм ґрунту понад 2000 м³, а вага понад 2400 тонн. У ті роки жили люди досить високого зросту (чоловіки — 173 см, жінки — 160 см), більше походили на східні народи, тоді ж активно розвивалася індоєвропейська (арійська) мовна сім'я.
Унікальною визнана знахідка Маріупольської археологічної експедиції 1984 року. Поблизу Маріуполя були виявлені залишки дерев'яних чотириколісних возів з суцільними дерев'яними дисковидними колесами. Вченими ця знахідка датована XXVII століттям до Р. Х. Таким чином, знайдені в Приазов'ї вози є на сьогодні одним з найдавніших видів колісного транспорту в світі (раніше таким вважалося транспорт Месопотамії XXVI століття до Р. Х.).

## Бронзова доба
На зміну мідній добі (енеоліту) прийшла епоха бронзи. Найбільші пам'ятники культур бронзової доби Приазов'я:
- Катакомбна культура  (XXVII—XX століття до Р. Х.): Поховання на місці будівництва другого маннесману заводу імені Ілліча, кургани «Дід», «Виноградники», могильник «Зірка», курган у сел. Кам'янськ — знайдені бронзові ножі, шило, залишки колісного транспорту, поховання юнака-майстра з виготовлення стріл,
- Бабинська культура  (XX—XVI століття до Р. Х.): Курганна група «Б» на місці заводу «Азовсталь», Самійлове, Старий Крим — поховання виглядають біднішими катакомбних, поява чоловічих поясних пряжок з кістки і рогу, антропологічно — індоіранські племена з домішкою давньосередземноморського типу,
- Зрубна культура  (XVI—XII століття до Р. Х.): Курганна група «Баба» у села Миколаївка Волноваського району, у селища Кам'янськ, група «В» на місці «Азовсталі» — померлого в курганах обгороджувало дерев'яна споруда з колод — зруб, відзначався різкий приріст населення,
- Білозерська культура  (XII—X століття до Р. Х.) — пов'язана з деяким збіднінням місцевих рослинних запасів, що викликало декілька хвиль міграцій населення.

## Залізна доба
У ранній залізній добі на початку I тисячоліття до Р. Х. у Північному Приазов'ї жили племена кімерійців (900—650 роки до Р. Х.), що займалися кочовим скотарством і землеробством, що використовують залізо замість каменю практично у всіх галузях господарства. Тоді ж з'являються перші історичні (власне письмові) джерела про Приазов'я та його мешканців. Судячи по кераміці, простежується спадкоємність культури кімерійців попередньої бронзової Білозерської культури. Кімерійці, судячи за джерелами (Гомер та інші давньогрецькі і східні автори), були військовою верхівкою різномовного передскіфського населення Північного Причорномор'я і Приазов'я. Їх поховання знайдені в декількох селах біля Маріуполя: Огороднє, Роздольне, Сартана, Василівка тощо.
Приазовські степи стали батьківщиною для багатьох античних племен: в VII столітті до Р. Х. в Приазов'я через Дон прийшли скіфи (VII—VI століття до Р. Х., що витіснили кімерійців), а через п'ять століть їх витіснили сармати. Формування скіфів відбувалося на території Алтаю і Південного Сибіру, пізніше — перемістилися на Кавказ, а з 2-ї половини VII століття — в приазовських степах. Неодмінною деталлю скіфських поховань був горит — подвійний великий футляр зі шкіри, дерева або металу для зберігання луку і стріл. У VI—V століттях до Р. Х. в Північному Приазов'ї існувала торгова колонія (емпорій) Кремни (з грецької — скелястий уступ). Скіфські поховання: біля смт. Сартана, сіл Кременівка, Огороднє, селища Піщане в Маріуполі. Були знайдені застібки для сагайдака, бронзові наконечники стріл, залізні мечі — акінак, монети. У IV столітті до Р. Х. на північ від смт. Сартана скіфи спорудили курган висотою до 5 м («Двогорба могила»), в якому був похований знатний скіф, поруч з могилою якого під курганом були 2 ями з заупокійними дарами (дерев'яна колісниця і вино в 19 амфорах — імпортовано з району Середземномор'я). Тіло скіфського вельможі «охороняв» слуга зі стрілами, а його кухаря поховали разом з бронзовим казаном, наповненим їжею. Побудований курган зміцнили по периметру кам'яним поясом завширшки до 3 м і заввишки до 2 м, а також ровом і трьома кам'яними поясами. Скіфи були типовими європеоїдами, середній зріст їх 167 см (чоловіка) і 159 см (жінки), були витіснені в першій половині III століття до Р. Х. прийшлими через Дон сарматами.
Сармати сформувалися в Азії, в районі Аральського моря, маючи потужну кінну армію (ударна сила армії — катафрактарії — воїни-вершники, озброєні важким довгим списом із залізним наконечником) легко зайняли територію Північного Причорномор'я. Сарматські поховання першої половини I століття по Р. Х. виявлені в 4-х курганах на північ від смт. Сартана, де знаходилися 15 поховань, в тому числі багате поховання жриці (жінки у сарматів користувалися великим авторитетом і навіть брали участь в боях) з заупокійним начинням: глечики, виготовлені на гончарному крузі, пряслице, бронзові дзеркала, курильниці, намиста, багата сукня, розшите взуття. Чоловічі поховання супроводжувалися зброєю — мечами, кинджалами. Крім того в Приазов'ї виявлено сарматські поховання поблизу сіл Шевченко (Нікольський район Донецької області), Самійлове, у гирла балок Комишуватої і Самариної.
Готське вторгнення в III столітті перервало панування сарматів у Північному Причорномор'ї. У зв'язку з похолоданням готи, поступово перекочовують від Балтійського моря до Чорного, і панували в Приазов'ї понад 150 років, за цей час вони практично повністю знищили сарматську культуру, відрізали Приазов'я від Античного світу. Готи займалися землеробством, вирощували велику рогату худобу.

## Номади в Приазов'ї
В IV столітті в степи Північного Приазов'я прийшли гуни. Їх навала надовго загальмувала тут розвиток економіки і культури. Смагляві, монголоїдні, невисокого зросту, змішавшись з корінними народами Північного Кавказу і Північного Каспію (аланами), гуни під проводом вождя Баламбера зіткнулися з готами (вождь готського племені герулів — Алахір), витіснили їх далеко на захід, частково змішалися з місцевим населенням. В 371—378 роках гуни зайняли територію від Дону і Меотиди (Азовське море) до Дніпра і Дністера і Нижнього Дунаю, в 378—445 роках сформувався гунський племінний союз. У Приазов'ї збереглося небагато археологічних пам'яток того часу (гунські луки в Танаїсі, поховання з кіньми у міста Мелітополь, на річці Корушан в Бердянському районі, біля села Новоіванівка і жертовне місце в урочищі Макартет в Запорізькій області).
Руйнація гунського кочового союзу розпочалася по смерті в 453 році вождя гунів Аттіли. Два сина Аттіли (Дінцик і Ернак) повели гунів на Нижній Дунай (частина орди з Ернаком пізніше повернулася назад через Приазов'я до Заволзького степу). Протягом майже двох століть по території Північного Приазов'я пересувалися різні племена (акацири, сарагури, уроги, оногури, авари), розпадалися і утворювалися племінні союзи. Найзначначнішими з таких об'єднань був союз кутургурів (VI—VII століття). Поховання кутургурів орієнтувалися головами на захід, черепа після смерті підлягали трепанації (на відміну від близьких до них оногурів, або утигурів, які жили на південь і на схід від річки Дон). Тривалий час обидва народи ворогували (атака оногурського вождя Санділа тощо), так і не створивши власних потужних об'єднань, а в 559 році вождь кутургурів Зібер-хан навіть зробив невдалу спробу завоювання Візантійської імперії.
В 558 році в землі Приазов'я, відтісняючи кутургурів, вторглися авари (або вархоніти — нащадки угрів і аланів Середньої Азії), які перемогли до цього оногурів, залів і савірів. Авари, просуваючись далі на Дунай з 565 року, заснували Аварський каганат (538—803 роки). Винайшли жорстке сідло, стремена і палашу (своєрідну шаблю). Поховання аварів виявлено на лівому березі річки Мокрі Яли (орієнтування тіла головою на захід, сережки з багатогранними підвісками, залізні пряжки на поясі, ліпні глечики), а також біля села Комінтернове — рельєфне зображення чоловіка в шоломі (?), значна стела. Занепадом могутності аварів можна вважати невдалий похід аварів, слов'ян і персів на Константинополь в 626 році, після чого посилюються визвольні рухи серед кутургурів і оногурів (об'єдналися проти аварів в 633 році в союз племен на чолі з вождем Кубратом — Велику Болгарію, або Оногурію).
Пізніше тут кочували хозари, печеніги, торки, половці. Саме хозарами була зруйнована вже в 656 році Велика Болгарія, а залишки орди протоболгар відкочували в 675 році на Дунай (під проводом хана Аспаруха) і заснувавши там Перше Болгарське царство. Орда ж хана Батбая залишилася в Приазов'ї і увійшла до складу Хозарського каганату. Пізніше, в VII—VIII століттях, частина болгар пішла на Волгу, створивши там державу Волзька Болгарія. хозарами наприкінці VII століття на півдні Східної Європи був утворений Хозарський каганат, основним населенням якого в Приазов'ї були все ж протоболгари (тюркомовні народи, що кочували в степах, які платили данину разом з ранніми слов'янськими племенами хозарам). Поселення протоболгар Салтівсько-маяцької культури в Приазов'ї: в районі Зінцевої, Бузинної, Водяної, Безіменної балок, на території сучасного Приморського парку Маріуполя (амфорна кераміка, червоноглиняний гончарний посуд, залізні ножі, пряжки, прикраси) . В хозарських похованнях знаходили також зброю і навіть щось на кшталт фортеці, що нагадує замок, на лівому березі біля гирла Кальміусу, яке було обмежено з півдня валом). Невелике сезонне стійбище часів Хозарського каганату виявлено поблизу Ляпинської балки. Хозарське поховання виявлено також на території сучасного стану «3000» ММК імені Ілліча (поховання хозарки з глечиком і набором прикрас, дзеркалом і монетами) та у селища Піщане (воїн зі стрілою, конем і точильним каменем).
У першій третині VIII століття на Хозарський каганат напали араби, з півночі вторгалися угорці (сусідили ще з гунського періоду, повільно переміщаючись з Південного Сибіру на Урал — VIII століття, а потім в степовій зоні Дону і Хопру — початок IX століття, а під натиском печенігів — в межиріччі Дніпра і Прута — кінець IX століття), а частина власне хозарської аристократії прийняла юдаїзм, викликавши майже 100-річну смуту і громадянську війну в язичницькому каганаті. Завершили розгром держави хозар два вдалих походи руського князя Святослава в 965 і 968 роках.
На думку відомого вченого-історика Л. Н. Гумільова, «… до X століття гегемонія належала хозарам, а історії Стародавньої Русі передувала історія Хозарії …». Надалі Русь перехопила ініціативу у відносинах з Диким, або Великим, степом. Проте припинення життя в протоболгарських (хозарських) поселеннях в Приазов'ї було пов'язано не зі слов'янами, а з печенізьким вторгненням. Усі наступні народи Приазов'я до слов'ян (печеніги, торки, половці) були тюркськими народами та монголоїдами. Всі вони ховали своїх родичів в могилах з тушею осідланого коня, часто користувалися для поховань давнішими курганами.
У Приазов'ї є поховання номадів:
- Печеніги (X — середина XI століття, з'явилися в Приазов'ї близько 889 року, заснувавши Печенізьку орду, мешкали в Приазов'ї близько 150 років до перемоги військ Ярослава Мудрого над печенігами в 1036 році) у селища Сартана, у сіл Орловське, Огороднє, Запорожець, Куйбишеве. Знайдено безліч кам'яних статуй того часу — «кам'яні баби» (в перекладі — «предки»): піщані в селі Ялта, Гусельщикове, гранітні в смт. Мангуш, Жовтневе (в тому числі 5 з яких зберігаються в Маріупольському краєзнавчому музеї): стели, оброблені тільки з «лицьової» сторони і зображують чоловіків (рідше жінок) без головного убору, на особі — «Т» -подібний ніс і брови і не завжди позначені очі.
- Торки (1030—1060 роки, з'явилися в Приазов'ї з Приаралья під тиском половців, пізніше тими ж половцями були вигнані в Візантію, Іран, Кавказ, на Русь, де з часом асимілювалися) в Приазов'ї нечисленні (найближчим на річці Казенний Торець) — поховання воїнів разом з конем, статуї, кумган (глечик для ритуальних обмивань)
- Половці (середина XI — кінець XIV століття, «Половецький степ» розкинувся від Середньої Азії до Дунаю, в Приазов'ї близько 200 років) поховання в районі Маріуполя: Новоселівка, «Двогорба Могила», біля сіл Комишувате, Зажиточне, Василівка, Роздольне, Самійлове.

Яскраві пам'ятники мистецтва і вірувань половецького народу — кам'яні фігури половецьких воїнів і жінок (так звані «кам'яні баби»), які збереглися до наших днів. Вони несуть елементи індивідуальності, можливо, навіть, що для їх виготовлення позували конкретні люди (родичі, вожді). На відміну від печенізьких баб статуї мали головний убір, зачіску, набір прикрас, одяг. Всього в Приазов'ї відомо до 600 кам'яних фігур, в самому Маріуполі на початок XIX століття знаходилося 16 кам'яних баб (на перехрестях, на височинах), багато хто з них були пошкоджені і втрачені при спорудженні будівель. Фігури кам'яних баб служили половцям, як місця проходження свят, обрядів і жертвоприношень.
Саме походу на половців (1185 рік) присвячений пам'ятник середньовічної словесності «Слово о полку Ігоревім». Події розвивалися в ставці одного з наймогутніших половецьких ханів — Кончака (імовірно район сучасного міста Слов'янська). Як відомо, цей похід виявився для русичів вельми невдалим. Проте в результаті походу син Ігоря Святославовича повернувся додому з дружиною-половчанкою (дочкою хана Кончака), і таких міждинастичних шлюбів за часів Київської Русі і Половецького ханства було чимало. На початку XIII століття половці стали осідати на землю, на цей час припадав пік розвитку торгівлі Половецького степу, окремі хани стали приймати християнство слідом за русичами. Проте зі сходу рушили монгольські війська, які в 1220—1223 роках пройшли через весь Половецький степ і увійшли в Приазов'я.
31 травня 1223 року в Приазов'ї відбулася битва на річці Калка між військами монголо-татар і об'єднаними військами русичів і половців, яка закінчилася повним розгромом русичів. У 1240-х роках Приазов'я захопили монголо-татари. Територія Північного Приазов'я входила спочатку до складу Золотої Орди, а в XV столітті відійшла до Кримського ханства.

## Київська Русь
Ще в IX столітті через Північне Приазов'я пролягали торгові шляхи, що позв'язують слов'янські землі з країнами Кавказу. Період розвитку антського об'єднання племен відповідає III—VIII століттям і пов'язаний переважно з розквітом сусідньої Черняхівської культури, з її осілим тваринництвом, землеробством, полюванням, рибальством, писемністю.
З X століття землі Приазов'я перебували під впливом Київської Русі]. Почавши колонізацію приазовського степу у V—VI століттях, слов'яни жили обабіч Кальміусу і Міусу. вважається, що за часів київського держави русичі проклали через Кальміус шлях, який використовувався як додатковий «з варяг у греки». Так, за однією з легенд, князь київський Ігор після невдалого морського походу на Царгород у 941 році повертався додому не через Дніпро, де біля порогів русичів могли підстерігати печеніги, а саме через Азовське море, річки Кальміус, Вовчу і Солону. Князь Святослав Ігорович, розгромивши хозар і знищивши Саркел, за легендою заснував на місці теперішнього Маріуполя або в його околицях місто Білгород. Проте перше стаціонарне поселення дехкан, як стверджують деякі історики, на території Маріуполя утворилося в IX — Х століттях під назвою Адамаха.

## Золота Орда
З 1223 року починається вторгнення монголів в приазовські землі. Після Західного походу монголів (1236—1242) Приазов'я увійшло до складу Золотої Орди. Проте основним населенням орди залишалися половці і частково слов'яни, саме половецька мова є основою державної і літературної мови Золотої Орди, а пізніше — і Кримського ханства. Приазов'я було адміністративною одиницею Кримського юрта на чолі з тудуном, ставка якого знаходилася в місті Солхате (Старий Крим).
Біля села Староласпа були виявлені залишки золотоординської фортеці з шістьма вежами. У селища Седово, а також в селі Хомутове, місті Новоазовськ — викарбувані монети, в Бердянську — монетно-речовий скарб часів Золотої Орди, на правому схилі Клинової балки (поблизу сучасної будівлі профілакторію «Здоров'я») знайдені уламки амфорної кераміки епохи Золотої Орди. А у села Гусельщикове Новоазовського району було виявлено мармуровий надгробок з написом, присвяченій смерті хана Мамая.
У XIV столітті на місці Маріуполя розташовувалось місто Папакома (Papacoma).

## Ресурси Інтернету
- Сайт, присвячений історії Північного Приазов'я